# Пребъдище
Пребъдище (изписване до 1945 година: Прѣбѫдище, на гръцки: Σωσάνδρα, Сосандра, до 1922 година Πρεμπόδιστα, Пребодиста) е село в Егейска Македония, Гърция, в дем Мъглен (Алмопия) на административна област Централна Македония.

## География
Пребъдище е разположено на 170 m надморска височина в северната част на котловината Мъглен (Моглена), на 2 km северозападно от демовия център Съботско (Аридеа).

## История

### Етмология
Според академик Иван Дуриданов името е първоначален патроним на -ишти < -itji *Прѣбѫдишти от личното име *Прѣбѫдъ, засвидетелствано в гръцки извор от VII век като Περβοῦνδος.
Йордан Заимов също смята, че етимологията на името е от глагола „бъда“, като от същия произход са селищните имена Биджево, Стружко, Сбъжди, Охридско, Побоже (Побѫжда 1273), Скопско.

### Праистория
В 2007 година край Пребъдище е открито неолитно селище.

### В Османската империя
В XIX век Пребъдище е село във Воденска каза на Османската империя. Александър Синве („Les Grecs de l’Empire Ottoman. Etude Statistique et Ethnographique“), който се основава на гръцки данни, в 1878 година пише, че в Препатица (Prepatitza), Мъгленска епархия, живеят 420 гърци. Съгласно статистиката на Васил Кънчов („Македония. Етнография и статистика“) към 1900 година в Прѣбѫдица (Прибѫдище) живеят 250 българи християни и 1080 българи мохамедани.
Цялото християнско население на селото е под върховенството на Цариградската патриаршия. Според секретаря на Българската екзархия Димитър Мишев („La Macédoine et sa Population Chrétienne“) в 1905 година в Пребудище (Preboudichté) има 448 българи патриаршисти гъркомани и в селото има гръцко училище.
Екзархийската статистика за Воденската каза от 1912 година води селото с 352 жители българи християни и 1216 българи мохамедани.

### В Гърция
През Балканската война в 1912 година селото е окупирано от гръцки части и остава в Гърция след Междусъюзническата война в 1913 година. Боривое Милоевич пише в 1921 година („Южна Македония“), че Прибодище (Прибодиште) има 55 къщи славяни християни и 200 къщи славяни мохамедани. В 1922 година е преименувано на Сосандра.
След Гръцко-турската война, в 1924 година мюсюлманското население на Пребъдище е изселено в Турция и в селото са настанени 487 гърци бежанци. Според преброяването от 1928 година селото е смесено местно-бежанско със 148 бежански семейства и 628 души. В 1940 година селото има 1178 жители, от които 505 местни и 673 бежанци. Няколко семейства емигрират в Югославия.
В 1981 година селото има 1291 жители. Според изследване от 1993 година селото е смесено „славофонско“-бежанско като „македонският език“ в него е запазен на средно ниво.
В 1988 година двете запазени Пребъдищки воденици са обявени за паметник на културата.
Землището на селото се напоява добре от Голема река (Пожарската река). Селото произвежда пипер, тютюн, овошки, жито, десертно грозде.
| Име    | Име     | Ново име | Ново име | Описание                               |
| ------ | ------- | -------- | -------- | -------------------------------------- |
| Горица | Κορίτζα | Корфула  | Κορφούλα | възвишение на З от Пребъдище (319,2 m) |

| Година    | 1913 | 1920 | 1928 | 1940 | 1951 | 1961 | 1971 | 1981 | 1991 | 2001 | 2011 | 2021 |
| --------- | ---- | ---- | ---- | ---- | ---- | ---- | ---- | ---- | ---- | ---- | ---- | ---- |
| Население | 1435 | 1176 | 908  | 1178 | 1131 | 1250 | 1345 | 1241 | 1174 | 1206 | 1078 | 1008 |

## Личности
Родени в Пребъдище
- Анастас Ташев (Αναστάσιος Τασιώνης), гръцки андартски деец от трети клас[16][17]
- Анастас Пейов (Αναστάσιος Πέγιος), гръцки андартски деец от трети клас[16]
- Атанас Минчев (Αθανάσιος Μίντσης), гръцки андартски деец[17]
- Димитър Вангелов (Δημήτριος Ευαγγελίδης), гръцки андартски деец[17]
- Димитър Делев (Δημήτριος Δέλιος), гръцки андартски деец[17]
- Димитър Попташев (Δημήτριος Παπατάσιος), гръцки андартски деец от втори клас[16]
- Константин Сапунджиев (Κωνσταντίνος Σαπουντζης), гръцки андартски деец[17]
- Мина Минчев (Μηνάς Μίντσης), гръцки андартски деец[17]
- Теоклит Папайоану (1840 – 1907), гръцки духовник
- Христо Кехайов (Χρήστος Κεχαγιάς), гръцки андартски деец[17]